# فرانک پارکین
فرانک پارکین (انگلیسی: Frank Parkin; ۲۶ مهٔ ۱۹۳۱ – ۱۴ سپتامبر ۲۰۱۱) جامعه‌شناس، استاد دانشگاه در دانشگاه کنت اهل بریتانیا بود.